# Hallelujah (Espen Lind, Kurt Nilsen, Askil Holm e Alejandro Fuentes)
Hallelujah è un singolo dei cantanti norvegesi Espen Lind, Kurt Nilsen, Askil Holm e Alejandro Fuentes del 2006, cover dell'omonimo brano di Leonard Cohen.

## Registrazione e pubblicazione
Espen Lind aveva interpretato il brano dal vivo già nel 1999, eseguendolo in duetto con Morten Harket, ex-leader degli a-ha. Nel 2005 la canzone venne invece eseguita in quartetto dallo stesso Lind insieme a Nielsen, Holm e Fuentes, durante un concerto tenuto ad Oslo dai quattro cantanti, che in quell'occasione collaborarono anche nell'esecuzione di vari pezzi tratti dai loro repertori.
La collaborazione tra i quattro, che fino ad allora non aveva avuto precedenti, era stata concepita come un evento isolato, in occasione di una festa organizzata da un'azienda norvegese in occasione del suo cambio di sede. In seguito invece i cantanti continuarono a collaborare, maturando un rapporto di amicizia e realizzando un tour congiunto.
Durante uno dei concerti del tour, svoltosi nel 2006 all'Oslo Spektrum, fu registrato l'album Hallelujah Live, che fu pubblicato nel corso dello stesso anno e si rivelò un successo discografico immediato. Il brano fu inserito anche nell'omonimo DVD dal vivo, pubblicato sempre nel 2006.

## Accoglienza
Come l'album, anche il singolo raggiunse il successo nelle vendite in Norvegia. Dopo aver debuttato all'ottavo posto della classifica VG-lista durante la ventiseiesima settimana del 2006, il singolo rimase tra le prime venti posizioni per diversi mesi, raggiungendo la prima posizione solamente nel gennaio dell'anno successivo. Il brano rimase al primo posto solo per una settimana, ma completò in seguito un periodo complessivo di 37 settimane non consecutive all'interno della top 20.
Il 27 gennaio 2007 la canzone ricevette inoltre uno Spellemannprisen, premio norvegese ispirato ai Grammy Awards americani, nella categoria hit dell'anno. A ritirare il premio fu Espen Lind, che durante la cerimonia ringraziò pubblicamente Leonard Cohen, autore e primo interprete del brano.

### Classifiche
| Classifica (2006-07) | Posizione massima |
| -------------------- | ----------------- |
| Norvegia             | 1                 |